# Juan Ignacio Zoido
Juan Ignacio Zoido Álvarez (ur. 21 stycznia 1957 w Montellano) – hiszpański polityk, prawnik i samorządowiec, działacz Partii Ludowej, w latach 2011–2015 alkad Sewilli, parlamentarzysta, od 2016 do 2018 minister spraw wewnętrznych, poseł do Parlamentu Europejskiego IX i X kadencji.

## Życiorys
W latach 1974–1979 studiował prawo na Uniwersytecie w Sewilli, w późniejszym czasie był wykładowcą prawa cywilnego na tej uczelni. Od 1982 związany z hiszpańskim sądownictwem, pracował w sądach w Arrecife, Lanzarote i Utrerze. W 1987 otrzymał nominację na wyższy stopień sędziowski (magistrado), orzekał w San Cristóbal de La Laguna i następnie w Sewilli.
W 1996 objął stanowisko dyrektora generalnego do spraw administracji w hiszpańskim ministerstwie sprawiedliwości. W latach 2000–2002 był przedstawicielem rządu we wspólnocie autonomicznej Kastylia-La Mancha, a następnie do 2004 pełnił tożsamą funkcję w Andaluzji. Od 2004 był sekretarzem generalnym Partii Ludowej w Andaluzji. Od 2007 do 2011 jako concejal wchodził w skład władz miejskich Sewilli. W latach 2008–2014 był deputowanym do parlamentu Andaluzji, a od 2012 do 2014 przewodniczącym Partii Ludowej w tym regionie. W latach 2011–2015 sprawował urząd alkada Sewilli. W 2011 został przewodniczącym Hiszpańskiej Federacji Gmin i Prowincji (FEMP), którą kierował do 2012.
W wyborach w 2015 i w 2016 uzyskiwał mandat posła do Kongresu Deputowanych. W listopadzie 2016 powołany na stanowisko ministra spraw wewnętrznych w drugim rządzie Mariano Rajoya. Zakończył urzędowanie w czerwcu 2018, gdy gabinet ten przegrał głosowanie nad wotum nieufności. W tym samym roku ponownie wszedł w skład regionalnego parlamentu.
W wyborach w 2019 uzyskał mandat eurodeputowanego IX kadencji. Z powodzeniem ubiegał się o reelekcję w 2024.